# Thomas Wassberg
Thomas Lars Wassberg (* 27. März 1956 in Lennartsfors) ist ein ehemaliger schwedischer Skilangläufer.

## Werdegang
Wassberg, der für den Åsarna IK startete, belegte bei den Olympischen Winterspielen 1976 in Innsbruck den 15. Platz über 15 km und den vierten Platz mit der Staffel. Im folgenden Jahr wurde er Zweiter im 50 km bei den Lahti Ski Games und gewann den inoffiziellen Gesamtweltcup. Im Jahr 1979 siegte er erstmals beim Holmenkollen Skifestival über 15 km und belegte bei den Svenska Skidspelen in Falun den dritten Platz mit der Staffel.
Bei den Olympischen Winterspielen 1980 in Lake Placid gewann Wassberg die Goldmedaille über 15 km. Dabei lag er gegenüber dem Finnen Juha Mieto mit einer Hundertstelsekunde vorne. Nach dieser knappsten aller möglichen Entscheidungen wurde die Zeitmessung bei zukünftigen Skilanglaufrennen auf Zehntelsekunden umgestellt. Ein Vorschlag Wassbergs, die Goldmedaille zu teilen, fand beim IOC keine Unterstützung. Zudem wurde er Fünfter mit der Staffel und Vierter über 30 km. Im selben Jahr siegte er beim Holmenkollen Skifestival über 50 km und bei den Svenska Skidspelen mit der Staffel. Er erhielt daraufhin die Svenska-Dagbladet-Goldmedaille und die Holmenkollen-Medaille. Die Svenska-Dagbladet-Goldmedaille lehnte er zunächst ab, um dagegen zu protestieren, dass Sven-Åke Lundbäck die Medaille 1978 nicht bekommen hatte. Erst 2013 nahm er sie schließlich entgegen. Bei den Svenska Skidspelen 1981 gewann er im 30-km-Lauf. Im offiziellen Skilanglauf-Weltcup debütierte er im Januar 1982 in Reit im Winkl und belegte dabei den dritten Platz über 15 km. Es folgten zweite Plätze in Le Brassus und in Štrbské Pleso jeweils über 15 km. Beim Saisonhöhepunkt den Nordischen Skiweltmeisterschaften 1982 in Oslo holte er die Goldmedaille über 50 km. Zudem errang er den 18. Platz über 15 km, den 16. Platz über 30 km und den fünften Platz mit der Staffel. Bei den Svenska Skidspelen 1982 und seit der Saison 1981/82 zugleich Weltcup in Falun kam er auf den dritten Platz über 30 km und auf den zweiten Rang mit der Staffel. Die Saison beendete er auf dem zweiten Platz im Gesamtweltcup. In der folgenden Saison erreichte er fünf Top-Zehn-Platzierungen im Weltcup, darunter Platz drei über 30 km in Labrador City und Platz zwei über 30 km in Falun und errang damit den fünften Platz im Gesamtweltcup. Außerdem wurde er Zweiter in Falun mit der Staffel. In der Saison 1983/84 belegte er über 15 km in Lahti und über 30 km in Falun jeweils den zweiten Platz. Ebenfalls in Falun siegte er mit der Staffel. 
Bei den Olympischen Winterspielen 1984 in Sarajevo gewann Wassberg die Goldmedaille über 50 km und mit der Staffel. Über 30 km errang er den 14. Platz. Zum Saisonende belegte er den zweiten Platz im Gesamtweltcup. Nach Platz acht über 15 km in Cogne zu Beginn der Saison 1984/85 holte er bei den Nordischen Skiweltmeisterschaften 1985 in Seefeld in Tirol die Bronzemedaille mit der Staffel und die Silbermedaille über 15 km. Vierter wurde er über 30 km. Im März 1985 belegte er in Falun den dritten Platz über 30 km und den zweiten Platz mit der Staffel und siegte in Oslo im Rennen über 15 km. Zum Saisonende kam er auf den dritten Platz im Gesamtweltcup. Bei seinem einzigen Weltcupstart in der Saison 1985/86 siegte er in Falun über 30 km klassisch. Nach Platz sechs in Ramsau am Dachstein und Platz fünf in Davos zu Beginn der Saison 1986/87 gewann er beim Saisonhöhepunkt den Nordischen Skiweltmeisterschaften 1987 in Oberstdorf über 15 km klassisch und über 50 km Freistil jeweils die Silbermedaille und über 30 km klassisch und mit der Staffel jeweils die Goldmedaille. Im März 1987 siegte er in Falun mit der Staffel und in Oslo über 50 km klassisch. Die Saison beendete er auf dem zweiten Platz im Gesamtweltcup. In seiner letzten aktiven Saison 1987/88 kam er im Weltcup dreimal unter die ersten Zehn und belegte damit den 19. Platz im Gesamtweltcup. 
Bei den Olympischen Winterspielen 1988 in Calgary wurde Wassberg erneut Olympiasieger mit der Staffel und errang zudem den 42. Platz über 30 km klassisch. Bei schwedischen Meisterschaften siegte er viermal über 15 km (1979, 1980, 1982, 1983), dreimal über 30 km (1979–1981) und einmal über 50 km (1980). Mit der Staffel von Åsarna IK wurde er siebenmal Meister (1980–1983, 1985, 1987, 1988).

## Erfolge

### Olympische Winterspiele
- 1980 in Lake Placid: Gold über 15 km
- 1984 in Sarajevo: Gold über 50 km, Gold mit der Staffel
- 1988 in Calgary: Gold mit der Staffel

### Nordische Skiweltmeisterschaften
- 1982 in Oslo: Gold über 50 km
- 1985 in Seefeld: Silber über 15 km, Bronze mit der Staffel
- 1987 in Oberstdorf: Gold über 30 km, Gold mit der Staffel, Silber über 15 km, Silber über 50 km

### Weltcupsiege im Einzel
| Nr. | Datum            | Ort        | Disziplin                         |
| --- | ---------------- | ---------- | --------------------------------- |
| 1.  | 27. Februar 1982 | Oslo       | 50 km Individualstart 1           |
| 2.  | 19. Februar 1984 | Sarajevo   | 50 km Individualstart 2           |
| 3.  | 14. März 1985    | Oslo       | 15 km Individualstart             |
| 4.  | 8. März 1986     | Falun      | 30 km klassisch Individualstart   |
| 5.  | 12. Februar 1987 | Oberstdorf | 30 km klassisch Individualstart 3 |
| 6.  | 21. März 1987    | Oslo       | 50 km klassisch Individualstart   |

### Weltcup-Gesamtplatzierungen
| Saison  | Platz | Punkte |
| ------- | ----- | ------ |
| 1981/82 | 2.    | 114    |
| 1982/83 | 5.    | 94     |
| 1983/84 | 2.    | 96     |
| 1984/85 | 3.    | 114    |
| 1985/86 | 15.   | 25     |
| 1986/87 | 2.    | 98     |
| 1987/88 | 19.   | 28     |